# Citrinophila serena
Citrinophila serena är en fjärilsart som beskrevs av Kirby 1890. Citrinophila serena ingår i släktet Citrinophila och familjen juvelvingar. Inga underarter finns listade i Catalogue of Life.